# Lucía Sánchez Laguna
Lucía Sánchez Laguna, (San Lorenzo de El Escorial, España, 28 de febrero de 2000) es una jugadora española de fútbol sala. Juega de portera y su equipo actual es el Rayo Majadahonda B de la Primera Regional de Madrid.

## Trayectoria
Comenzó a jugar en el Abantos, posteriormente pasó por el Escurialense en ese periodo gana la Liga y Copa de Madrid en el 2013, y en la temporada 2015-16 fichó por el FSF Móstoles debutando a los 15 años en la primera división. Al siguiente año vuelve al Escurialense y alterna con el Colmenarejo de la segunda división por su acuerdo de filialidad. En la 2018-19 ficha por el Olimpia Las Rozas de la primera regional madrileña, en donde consigue ganar la Copa de Madrid.
Al siguiente año se va al Majadahonda B, llegando a jugar algún partido con el primer equipo. En la temporada 2019-20 ficha por el CD Leganés B, también jugó algún partido con el primer equipo, en la siguiente temporada pasa a formar parte del primer equipo del CD Leganés. En toda su carrera ha pasado por todas las categorías de la selección madrileña, también ha jugado en el equipo de la Universidad Complutense, donde también ha conseguido el subcampeonato en la liga universitaria. En la temporada 2022-23 ficha por el filial del Rayo Majadahonda, llegando a jugar algún partido con el primer equipo.

## Estadísticas
Clubes
 Actualizado al último partido jugado el 29 de mayo de 2023.
| Club | Div.          | Temporada     | Liga  | Liga  | Liga       | Liga      | Copas nacionales(1) | Copas nacionales(1) | Copas nacionales(1) | Copas nacionales(1) | Torneos internacionales(2) | Torneos internacionales(2) | Torneos internacionales(2) | Torneos internacionales(2) | Total(3) | Total(3) | Total(3)   | Total(3)  |
| Club | Div.          | Temporada     | Part. | Goles | Amonestado | Expulsado | Part.               | Goles               | Amonestado          | Expulsado           | Part.                      | Goles                      | Amonestado                 | Expulsado                  | Part.    | Goles    | Amonestado | Expulsado |
| --- | ------------- | ------------- | ----- | ----- | ---------- | --------- | ------------------- | ------------------- | ------------------- | ------------------- | -------------------------- | -------------------------- | -------------------------- | -------------------------- | -------- | -------- | ---------- | --------- |
| Escurialense · España |               |               |       |       |            |           |                     |                     |                     |                     |                            |                            |                            |                            |          |          |            |           |
| Reg. |               |               |       |       |            |           |                     |                     |                     |                     |                            |                            |                            |                            |          |          |            |           |
| |               | -             | -     | -     | -          | -         | -                   | -                   | -                   | -                   | -                          | -                          |                            | -                          | -        | -        |            |           |
| Total club | Total club    | -             | -     | -     | -          | -         | -                   | -                   | -                   | -                   | -                          | -                          | -                          | -                          | -        | -        | -          |           |
| FSF Móstoles · España |               |               |       |       |            |           |                     |                     |                     |                     |                            |                            |                            |                            |          |          |            |           |
| 1.ª |               |               |       |       |            |           |                     |                     |                     |                     |                            |                            |                            |                            |          |          |            |           |
| 2015-16 | 13            | 0             | 0     | 0     | -          | -         | -                   | -                   | -                   | -                   | -                          | -                          | 13                         | 0                          | 0        | 0        |            |           |
| Total club | Total club    | 13            | 0     | 0     | 0          | -         | -                   | -                   | -                   | -                   | -                          | -                          | -                          | 13                         | 0        | 0        | 0          |           |
| Colmenarejo · España |               |               |       |       |            |           |                     |                     |                     |                     |                            |                            |                            |                            |          |          |            |           |
| 2.ª |               |               |       |       |            |           |                     |                     |                     |                     |                            |                            |                            |                            |          |          |            |           |
| 2016-17 |               | -             | -     | -     | -          | -         | -                   | -                   | -                   | -                   | -                          | -                          |                            | -                          | -        | -        |            |           |
| Total club | Total club    | -             | -     | -     | -          | -         | -                   | -                   | -                   | -                   | -                          | -                          | -                          | -                          | -        | -        | -          |           |
| Las Rozas · España |               |               |       |       |            |           |                     |                     |                     |                     |                            |                            |                            |                            |          |          |            |           |
| Reg. |               |               |       |       |            |           |                     |                     |                     |                     |                            |                            |                            |                            |          |          |            |           |
| 2017-18 |               | -             | -     | -     | -          | -         | -                   | -                   | -                   | -                   | -                          | -                          |                            | -                          | -        | -        |            |           |
| Total club | Total club    | -             | -     | -     | -          | -         | -                   | -                   | -                   | -                   | -                          | -                          | -                          | -                          | -        | -        | -          |           |
| Majadahonda FS · España |               |               |       |       |            |           |                     |                     |                     |                     |                            |                            |                            |                            |          |          |            |           |
| 1.ª |               |               |       |       |            |           |                     |                     |                     |                     |                            |                            |                            |                            |          |          |            |           |
| 2018-19 | 3             | 0             | 1     | 0     | -          | -         | -                   | -                   | -                   | -                   | -                          | -                          | 3                          | 0                          | 1        | 0        |            |           |
| Total club | Total club    | 3             | 0     | 1     | 0          | -         | -                   | -                   | -                   | -                   | -                          | -                          | -                          | 3                          | 0        | 1        | 0          |           |
| CD Leganés FS · España |               |               |       |       |            |           |                     |                     |                     |                     |                            |                            |                            |                            |          |          |            |           |
| 1.ª |               |               |       |       |            |           |                     |                     |                     |                     |                            |                            |                            |                            |          |          |            |           |
| 2019-20 | 2             | 0             | 0     | 0     | 0          | 0         | 0                   | 0                   | -                   | -                   | -                          | -                          | 2                          | 0                          | 0        | 0        |            |           |
| 2020-21 | 17            | 0             | 0     | 0     | 2          | 0         | 0                   | 0                   | -                   | -                   | -                          | -                          | 19                         | 0                          | 0        | 0        |            |           |
| 2021-22 | 10            | 0             | 1     | 0     | 1          | 0         | 0                   | 0                   | -                   | -                   | -                          | -                          | 11                         | 0                          | 1        | 0        |            |           |
| Total club | Total club    | 29            | 0     | 1     | 0          | 3         | 0                   | 0                   | 0                   | -                   | -                          | -                          | -                          | 32                         | 0        | 1        | 0          |           |
| Majadahonda FS · España |               |               |       |       |            |           |                     |                     |                     |                     |                            |                            |                            |                            |          |          |            |           |
| 1.ª |               |               |       |       |            |           |                     |                     |                     |                     |                            |                            |                            |                            |          |          |            |           |
| 2022-23 | 2             | 0             | 0     | 0     | 0          | 0         | 0                   | 0                   | -                   | -                   | -                          | -                          | 2                          | 0                          | 0        | 0        |            |           |
| Total club | Total club    | 2             | 0     | 0     | 0          | 0         | 0                   | 0                   | 0                   | -                   | -                          | -                          | -                          | 2                          | 0        | 0        | 0          |           |
| Total carrera | Total carrera | Total carrera | 47    | 0     | 2          | 0         | 3                   | 0                   | 0                   | 0                   | -                          | -                          | -                          | -                          | 50       | 0        | 2          | 0         |
| (1) Incluye datos de Copa de España / Supercopa de España. (2) Incluye datos de Campeonato de Europa de Clubes. (3) No incluye datos de partidos amistosos. |               |               |       |       |            |           |                     |                     |                     |                     |                            |                            |                            |                            |          |          |            |           |